# San Antonio Aguas Calientes
San Antonio Aguas Calientes è un comune del Guatemala facente parte del Dipartimento di Sacatepéquez.
Non si conosce la data di fondazione, ma la tradizione vuole che l'abitato sia stato fondato da coloni provenienti da un villaggio chiamato San Bartolomé e che chiamarono il nuovo insediamento con lo stesso nome. Furono i frati francescani arrivati successivamente a volerne l'intitolazione a Sant'Antonio da Padova e a dare alla località il nome attuale.